# Nguyễn Văn Lượng (chuẩn tướng)
Nguyễn Văn Lượng (1931), nguyên là một tướng lĩnh Không Quân của Quân lực Việt Nam Cộng hòa, cấp bậc Chuẩn tướng. Ông xuất thân từ trường Sĩ quan Trừ bị được Quân đội Pháp hỗ trợ Chính phủ Quốc gia Việt Nam mở ra được ở miền Bắc Việt Nam nhằm mục đích đào tạo sĩ quan người Việt để phục vụ trong Quân đội Liên hiệp Pháp. Ra trường ông phục vụ trong đơn vị Bộ binh, 6 tháng sau chuyển sang Quân chủng Không quân.

## Tiểu sử & Binh nghiệp
Ông sinh vào tháng 2 năm 1931 trong một gia đình Nho học tại tỉnh Kiến An, miền Bắc Việt Nam. Năm 1950, ông tốt nghiệp Trung học chương trình Pháp ở Hải Phòng với văn bằng Tú tài bán phần (Part I).

### Quân đội Quốc gia Việt Nam
Cuối tháng 9 năm 1951, thi hành lệnh động viên ông nhập ngũ vào Quân đội Quốc gia trong Quân đội Liên hiệp Pháp, mang số quân: 51/600.101. Theo học khóa Lê Lợi tại trường Sĩ quan Trừ bị Nam Định, khai giảng và mãn khóa cùng thời điểm với khóa 1 Lê Văn Duyệt ở trường Sĩ quan Trừ bị Thủ Đức từ ngày 1 tháng 10 năm 1951 đến ngày 1 tháng 6 năm 1952. Tốt nghiệp với cấp bậc Thiếu úy. Ra trường, ông được điều đi phục vụ trong một Tiểu đoàn Khinh binh. Tháng 12 năm 1952, cùng trong số 15 người trúng tuyển chuyển sang Quân chủng Không quân. Theo học khóa 2 Hoa tiêu Quan sát tại Trung tâm Huấn luyện Không quân Nha Trang. Tháng 8 năm 1953 mãn khóa về phục vụ trong Phi đoàn 2 Quan sát.

### Quân đội Việt Nam Cộng hòa
Cuối năm 1955, sau khi Quân đội Quốc gia được nền Đệ nhất Cộng hòa đổi tên thành Quân đội Việt Nam Cộng hòa, ông được thăng cấp Trung úy và được cử giữ chức vụ Chỉ huy trưởng Phi đoàn 2 Quan sát tại Nha Trang thay thế Đại úy Võ Dinh. Đầu năm 1959, ông được thăng cấp Đại úy tại nhiệm.
Đầu tháng 11 năm 1963, sau cuộc đảo chính Chính quyền Tổng thống Ngô Đình Diệm (ngày 1 tháng 11). Ngày 3 tháng 11 ông được thăng cấp Thiếu tá và được cử đi làm Liên đoàn trưởng Liên đoàn khóa sinh thuộc Trung tâm Huấn luyện Không quân ở Nha Trang. Đầu năm 1967, ông được thang cấp Trung tá giữ chức vụ Chỉ huy phó Trung tâm Huấn luyện Không quân.
- Thời gian làm Liên đoàn trưởng khóa sinh và Chỉ huy phó ở Trung tâm Huấn luyện Không quân, trải qua 3 vị Chỉ huy trưởng:
-Trung tá Phạm Ngọc Sang (1964-1967)
-Trung tá Nguyễn Văn Ngọc[3] (1965-1969)
-Đại tá Nguyễn Ngọc Oánh (1969-1975).

Tháng 7 năm 1970, ông được thăng cấp Đại tá và được bổ nhiệm làm Tư lệnh Sư đoàn 2 Không quân tân lập tại Nha Trang và ở chức vụ này cho đến đầu tháng 4 năm 1975.
Ngày Quốc khánh Đệ Nhị Cộng hòa 1 tháng 11 năm 1972, ông được thăng cấp Chuẩn tướng tại nhiệm.

## 1975
Ngày 29 tháng 4, ông di tản khỏi Việt Nam. Sau đó sang định cư tại Mountain View, Tiểu bang California, Hoa Kỳ.